# Northern Bombers FC
El Northern Bombers FC es un equipo de fútbol de Dominica que juega en el Campeonato de fútbol de Dominica, la primera división de fútbol en el país.

## Historia
Fue fundado el 10 de julio de 1993 en la ciudad de Portsmouth, Dominica con el nombre Portsmouth Bombers FC, y han cambiado de nombre varias veces, las cuales han sido:
- 1993-2005 : Portsmouth Bombers FC
- 2005-06 : Indian River Inn Bombers FC
- 2006-09 : Fone Shack Bombers FC
- 2009-11 : NAGICO Bombers FC
- 2011-hoy : Northern Concrete & Steel Bombers

El club ganó su primer título del Campeonato de fútbol de Dominica en la temporada 2013/14 superando al final al Exodus FC en la tabla de posiciones.

## Palmarés
- Premiere League: 1

2013–14